# Nidelva
Nidelva je řeka v Norsku, která je součástí systému Nea-Nidelvvassdraget. Je dlouhá 30 kilometrů.
Vytéká z jezera Selbusjø a vlévá se do Trondheimsfjordu. V jejím ústí se nachází umělý ostrov Brattøra. Protéká městem Trondheim, které se podle ní dříve jmenovalo Nidaros.
Na břehu řeky stojí Nidaroský dóm a staré kupecké domy, vedou přes ni mosty Gamle Bybro a Sluppenbrua. Oskar Hoddø složil o řece populární píseň Nidelven Stille og Vakker du er.
Na řece bylo postaveno šest hydroelektráren. Díky bohatství lososů a pstruhů je také využívána k rybolovu. Při vysokém stavu vody se na ní provozuje říční surfing.